# Staffan Strand
Staffan Strand (ur. 18 kwietnia 1976) – szwedzki lekkoatleta, skoczek wzwyż, dwukrotny olimpijczyk (2000, 2004).
Od połowy lat 90. reprezentował Szwecję na międzynarodowych imprezach notując kilka wartościowych wyników :
- złoty medal Młodzieżowych Mistrzostw Europy w Lekkoatletyce (Turku 1997)
- 2. miejsce w Finale Grand Prix IAAF (Moskwa 1998)
- 5. miejsce na Mistrzostwach Świata (Sewilla 1999)
- 6. miejsce podczas Igrzysk Olimpijskich (Sydney 2000)
- brąz Halowych Mistrzostw Świata w Lekkoatletyce (Lizbona 2001)
- złoty medal Halowych Mistrzostw Europy w Lekkoatletyce (Wiedeń 2002)
- brąz podczas Mistrzostw Europy w Lekkoatletyce (Monachium 2002)

Podobnie jak jego bardziej utytułowany kolega z reprezentacji – Stefan Holm zakończył karierę w 2008.

## Rekordy życiowe
- skok wzwyż (stadion) – 2.32 m (2000)
- skok wzwyż (hala) – 2.35 (2002)